# Barthlottia madagascariensis
Barthlottia madagascariensis là một loài thực vật có hoa trong họ Huyền sâm. Loài này được E.Fisch. mô tả khoa học đầu tiên năm 1996.